# 菲島佛萊明豆
菲島佛萊明豆（学名：Flemingia prostrata）为豆科佛來明豆屬下的一个种。